# أنتوني غراناتو
أنتوني غراناتو هو لاعب كرة قاعدة كندي، ولد في 18 مارس 1981 في تورونتو في كندا.

## وصلات خارجية
- أنتوني غراناتو على موقعبيزبول رفرنس.كوم (الدوري الثانوي) (الإنجليزية)